# イシハ
イシハ（女真文字：[i ʃï xa]、モンゴル語：ᠢᠰᠢᠬᠠ[Isiq-a]、漢字表記：亦失哈 [yìshīhā]、生没年不詳）は、15世紀初頭に明朝に仕えた海西女直出身の宦官。永楽年間から宣徳年間にかけて黒竜江河口付近のヌルガンに7度にわたって遠征したことで知られる。

## 概要

### 出自・来歴
イシハについては『明史』などに列伝がなく、その出自や来歴については不明な点が多い。しかし、『明実録』の記事には「海西女直人」の親族であったと記されており、元末明初の女直人首領シヤンハに連なる海西女直の名家出身であったと見られる。後年、イシハが女直人の招撫に大きな功績を挙げ、女直人有力者と親密な関係を築き得たのもこのような出自が関係していると考えられている。
明朝の創始者洪武帝は、治世の半ばより自らの諸子を「王」に封じて辺境に派遣し、辺境防衛に従事させる政策を行っていた。その中でも「燕王」として北京に派遣された朱棣（後の永楽帝）は幾度も北方に出兵して華々しい戦果を挙げていた。燕王朱棣は洪武28年（1395年）に周興とともに海西女直のシヤンハを撃破しており、この時の戦役でイシハは捕虜となって以後燕王に仕えるようになったとみられる。
洪武帝の死後に即位したのは孫の建文帝であったが、実践経験豊富で将軍からの支持も高い燕王朱棣は甥に当たる建文帝の政権を打倒して自ら即位せんと挙兵し、靖難の役を引き起こした。この頃のイシハの動向は不明であるが、同時期に永楽帝に仕えた女直人の多くは靖難の役に従軍しており、イシハもまたこれに参加していたのではないかと考えられている。

### ヌルガン遠征（永楽期）

明朝永楽年間の対外進出。藍色の線がイシハ船隊の進軍路を表示し，黒色の線が鄭和艦隊の進軍路を表示している。

靖難の役を経て即位した永楽帝（朱棣）は積極的な対外進出政策をとり、その一環として黒竜江地域の女直人経略を開始した。永楽元年に南満州に建州衛、北満洲に兀者衛が設立されたのを皮切りに、多数の女直人が明朝に朝貢し、黒竜江流域には明朝の設置した羈縻衛所が乱立した。永楽7年（1409年）、更なる勢力圏の拡大のため、また乱立する兀者諸衛の統御のため、かつて大元ウルスが東征元帥府を設置していたヌルガンに女真人の招撫にあたる都指揮使司を設置することが決定された。ヌルガン遠征軍の指揮官が任ぜられたのが女直人宦官のイシハであり、この遠征は同じく宦官の鄭和を指揮官とする南海遠征と連動するものであった。
ヌルガンへの遠征・現地統制期間の設立には多数の物資が必要とされたため、遠征の準備にはほぼ2年をようし、実際に遠征軍が出発したのは永楽9年（1411年）のことであった。同年、1千あまりの明軍を率いたイシハは25艘の大型船に乗り込み、黒竜江を下って河口に近いヌルガンの地に至った。そこでイシハは都指揮使司の役所（奴児干都司）を整備し、現地の有力者を集めて明朝の官職を与えた。これは女真の招撫（羈縻政策）を目的としており、直接統治の機関ではなかった。永楽10年（1412年）の夏頃、イシハはヌルガンなどの有力者の准土奴・塔失等178人とともに永楽帝のもとを訪れ、これを受けて永楽帝は新たに11の衛所（只児蛮・兀剌・順民・嚢哈児・古魯・満涇・哈児蛮・塔亭・也孫倫・可木・弗思木）を新設した。また、かつてモンゴル帝国が設置していたヌルガンへの駅伝制度（ジャムチ）の再整備もこの時同時に命じられている。同年冬、再び永楽帝の命を受けてヌルガン方面に出発したイシハは、今度は「海外苦夷諸民」‐すなわち間宮海峡を隔てた海外の樺太島に渡航し中部のグイ（苦夷）＝樺太アイヌ（タライカアイヌ）にまで朝貢を促したとされる。
この時の遠征は李氏朝鮮にも風聞が伝わっており、『朝鮮王朝実録』には永楽11年（1413年）の正月から4月にわけて吉林方面で大規模な造船事業が行われ、明軍が230艘（23艘の誤りではないかとみられる）の船とともに松花江を下っていったと記録されている<。なお、この遠征中の永楽11年9月22日にイシハはヌルガンに永寧寺を設立し、その附近に『勅修奴児干永寧寺記』を建立した。この『勅修奴児干永寧寺記』は後に宣徳8年に建立された『重建永寧寺記』とともに、イシハによるヌルガン遠征の詳細を伝える貴重な史料として注目されている。
なお、宣徳年間建立の『重修永寧寺記』では「永楽中、上（永楽帝）は内官イシハらに命じ……五たびその国（ヌルガン）に至らせた」とあり、永楽年間中のイシハの遠征は5回あったことが明記されている。しかし、永楽9年・永楽11年以外の遠征については『明実録』を始め全く記録が残っておらず、その内容は不明である。ただし、宣徳年間にもヌルガンに赴いた造船総兵官劉清は「永楽18年（1420年）にヌルガンに至った」との記録があり、永楽18年〜永楽19年ころにもイシハの遠征があったとみられるが、それ以外の2回の遠征については全く不明である。

### ヌルガン遠征（宣徳期）
永楽帝の死後、洪熙帝の治世中は積極的な対外遠征が控えられ、ヌルガン経営は一時縮小した。しかし、洪熙帝が治世1年足らずで亡くなり宣徳帝が即位すると、再びヌルガン遠征が計画されるようになった。洪熙元年（1425年）11月には遠征に赴くイシハとその部下1050人に支度金とも言うべき賜鈔が行われ、また同時に造船総兵官劉清にヌルガン遠征用の造船指示が出された。宣徳元年（1426年）5月頃、再び遠征に出発したイシハ率いる遠征軍は黒竜江を下り、各地の女直人を招撫しつつヌルガンに至った。ヌルガンにて永寧寺の整備、現地有力者との朝貢貿易を行ったイシハは、航行の困難な冬期を過ぎた宣徳2年（1427年）夏頃に宣徳帝の下に帰還した。同年8月に明朝への朝貢を行った考郎兀等衛の克徹・屯河等衛のブヤントゥ（不顔禿）・禿都河等衛の脱你哥らはこの時イシハとともに黒竜江流域から明朝の下にやってきた女直人有力者であると見られる。
イシハが帰還した同年9月には早くも次のヌルガン遠征が計画されたが、この遠征に参加する明軍は従来の3倍にもなる3000人が予定されており、今まで最大規模の遠征軍になるはずであった。しかし、あまりにも大規模な遠征計画となったために松花河の船廠は「造船・運糧に費やす所はまことに重く」、「造船易からざる」状況に陥った。そのため、宣徳4年（1429年）12月に宣徳帝はヌルガン遠征計画を一時中止することを決定し、イシハには現地有力者への下賜のために集積した物資を遼東の官庫に預けた上、首都北京に帰還するよう命令が出された。宣徳5年（1430年）8月には再びヌルガン遠征の命が下ったが、今度は外敵の侵攻を受けたために同年11月に松花江における造船中止の命令が出された。
宣徳7年（1432年）、造船軍士の未帰還問題などを経てようやく軍船の準備が整うと、イシハ率いる遠征軍は7度目にして最後のヌルガン遠征に出発した。この時の遠征軍の全容は兵数2000、巨船50の従来の2倍近い規模であった。イシハらがヌルガンに到着すると、現地の住民によって永寧寺は既に破壊されていたが、イシハはその罪を追究せず従来と同様に現地の有力者を集めて朝貢貿易を行った。宣徳8年（1433年）にイシハは永寧寺の修復を終え、これを祝して同年3月1日に新たな碑文（『重修永寧寺記』）を建立した。イシハら遠征軍は同年8月には弗提衛の仏家奴らとともに北京に帰還したが、一部の人員は何らかの事情で行程が遅れ宣徳9年（1434年）2月になって戻った。これ以後もヌルガン遠征の計画はあったが実施に移されることはなく、これが最後の明朝によるヌルガン遠征となった。宣徳10年（1435年）、奴児干都司も廃止された。

### 晩年
遼東方面に大きな権限を持つ初代「遼東太監」はイシハと同じ女直人の王彦で、王彦は30年にわたって遼東太監を務めた後、宣徳9年（1434年）3月に退官して首都北京に戻った。その後遼東太監となったのは阮堯民で、彼は再度のヌルガン遠征の準備を進めていたが、女直人の攻撃を受けて物資を奪われるという失態のために同年4月に獄につながれた。王彦・阮堯民に続いて遼東太監となったのがヌルガン遠征を終えたイシハで、遅くとも1435年（宣徳10年）より遼東太監の地位についたと見られる。
北方においてドルベン・オイラトの脅威が増大する正統14年（1449年）、イシハは同族の女直人と結託しているとの弾劾を受け、罪は免れたもののこれ以後「イシハ（亦失哈）」という名前は史料上に登場しなくなる。しかし、景泰年間以後に「易信」という名前で記される人物は「イシハ（亦失哈）」と同一人物であると考えられている。「易信」は土木の変で混乱する明朝朝廷の中で従来同様遼東方面の防備計画に携わっていたが、今度は建州女直の李満住と内通している疑いをかけられ、北京に召還された。これ以後のイシハの動向は全く記録がない。

## 年譜
1. 1395年（洪武28年）：燕王朱棣の捕虜となる
2. 1399年（建文元年）〜1402年（建文4年）：靖難の役
3. 1403年（永楽元年）：燕王朱棣の即位（永楽帝）
4. 1409年（永楽7年）：ヌルガン遠征計画の開始
5. 1411年（永楽9年）〜1412年（永楽10年）：第一次ヌルガン遠征。同年、奴児干都司設置
6. 1412年（永楽10年）〜1413年（永楽11年）：第二次ヌルガン遠征。
7. 1414年（永楽12年）から1424年（永楽22年）の間：第三・四・五次ヌルガン遠征（詳細な時期は不明）
8. 1426年（宣徳元年）〜1427年（宣徳2年）：第六次ヌルガン遠征
9. 1429年（宣徳4年）：ヌルガン遠征計画の一時中止、北京への召還
10. 1432年（宣徳7年）〜1433年（宣徳8年）：第七次ヌルガン遠征
11. 1435年（宣徳10年）？〜：遼東太監となる。同年、奴児干都司廃止
12. 1449年（正統14年）〜1450年（景泰元年）：同族の女直人に内通しているとの疑いをかけられ、失脚